# Зденци
Зденци (хорв. Zdenci) — община с центром в одноимённом посёлке на северо-востоке Хорватии, в Вировитицко-Подравской жупании. Население 920 человек в самом посёлке и 1885 человек во всей общине (2011). Большинство населения — хорваты (87,9 %), сербы составляют 9,5 % населения. В состав общины кроме самого посёлка Зденци входят ещё 8 деревень. Большинство населения занято в сельском хозяйстве.
Зденци находится на Подравинской низменности со своими обширными сельскохозяйственными угодьями. К югу от Зденцев начинаются склоны холмистой гряды Папук, где организован природный парк. Посёлок находится в восточной части жупании, рядом проходит граница с Осиецко-Бараньской жупанией. В 12 км к юго-востоку от посёлка Зденци находится город Нашице, в 8 км к юго-западу - город Ораховица, а в 5 км к западу - посёлок Чачинци, через который проходят автодорога D2 Вараждин — Копривница — Осиек и параллельная ей железная дорога.